# Amarapura-nikája

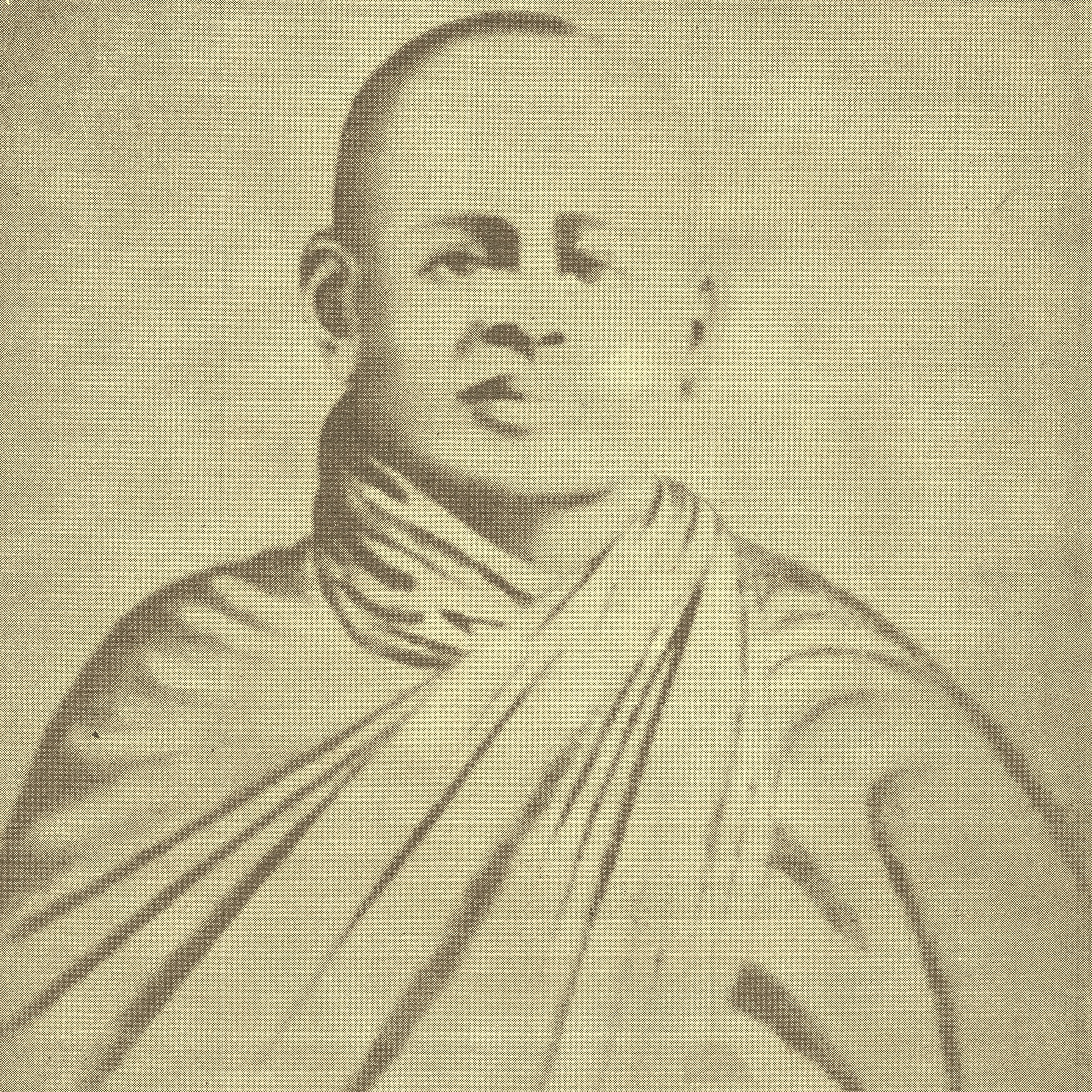
Valitota Sri Gnanavimalatissza maháthéra, az amarapura rend alapítója

Az amarapura-nikája Srí Lanka-i buddhista szerzetesrend (nikája). Az 1800-ban alapított rend a burmai Amarapura városról kapta a nevét, amely korábban az ország fővárosa is volt. Az amarapura-nikája szerzetesei a théraváda buddhizmushoz tartoznak, méghozzá az összesen 21 (kasztalapú) alrend valamelyikébe.
Ez a rend rendhagyó módon született, ugyanis az országban először nem uralkodói támogatás mellett történt, hanem világi emberek egy csoportjának az erőfeszítései eredményeképpen. Az amarapura rend ezáltal el tudta kerülni a kormányzati és uralkodói felügyeletet és a szingaléz középosztály számára új, reform irányzattal szolgált.

## Története
A 18. század közepére az upaszampadá, a bhikkhuk (szerzetesek) beavatási és felvételi szertartása – amely különbözik a srámanera vagy papnövendékek felvételétől – eltűnt Srí Lankáról. Velivita Szaranankara (1698–1778) kezdeményezésére Upali, thai buddhista szerzetes ellátogatott a Kandy királyságba 1753-ban, Kirti Szri Radzsaszinha (1747–1782) uralkodása idején, és upaszampadá szertartást végzett egy csoport helyi buddhista gyakorló számára. A buddhista rend az azt megelőző ötszáz év alatt három alkalommal is kihalt, amelyet I. Vimala Dharma Szurija (1591–1604) és II. Vimala Dharma Szurija II (1687–1707) uralkodók idején sikerült ismét helyreállítani – azonban csupán rövid időre. Az Upali által létrehozott rend a sziámi-nikája nevet kapta. Egy évtizeddel később a renden belül egy csoport elérte, hogy a szerzetesi rendfelvétel, csak a govigama kaszt számára legyen lehetséges. A szerzetesek hagyományos magaviseleti szabályzatát jelentő vinaját a buddhista közösség (szangha) tagjai teljesen elhanyagolták, a szerzeteseknek saját földjeik voltak és családot is alapítottak. A többi kaszt szinte azonnal elkezdett saját szerzetesi beavatási szertartásokat végezni 1772-ben a Totagamuva vihárában, majd Tangalle-ben 1798-ban. Ezeket a szertartásokat a sziámi-nikája nem ismerte el, mondván, hogy azok nem voltak a vinaja szabályai szerint.
Ennek következtében a gazdagabb világi buddhista gyakorlók pénzügyi támogatásával expedíciót indítottak Burmába, hogy érvényes egyházi átadási hagyományvonalat találjanak. 1799-ben indult útnak tanítványaival a Srí Lanka déli részéről származó, szalagama kaszthoz tartozó szerzetes, Valitota Sri Gnanavimalatissza. 1800-ban nyertek magas rangú szerzetesi címet a burmai szangha rádzsától és élvezték Bodavpaja király támogatását is. Három évvel később tértek vissza Srí Lankára, majd ezt követően megtartották a rend legelső szerzetesi beavatási szertartását a vészák ünnep upószatha napján. A rend az amarapura-nikája nevet kapta, Bodavpaja király fővárosa után.